# Lepilemur dorsalis
Il lepilemure dalla schiena grigia (Lepilemur dorsalis) è una specie di lemure endemica del Madagascar.

## Distribuzione
La specie è diffusa nella zona nord-occidentale del Madagascar, di fronte all'isola di Nosy Be. Il suo areale è circoscritto dal fiume Sambirano a sud e dal Mahavavy a nord.

## Descrizione

### Dimensioni
Misura fino a 65 cm di lunghezza: di questi, circa metà vanno attribuiti alla coda.

### Aspetto
Il pelo è grigio, con tonalità più scure sul dorso e via via più chiare fino a tendere al biancastro man mano che si va verso il ventre. Lungo la spina dorsale corre una banda di pelo nero, più evidente nella zona posteriore del corpo e contornata da pelo con sfumature brunastre che ricopre anche il quarto anteriore del corpo, testa e zampe anteriori comprese. La bocca è ricoperta di pelo bianco, mentre la zona attorno ai grandi occhi marroni ed il muso sono neri.